# Галерея Казімеж

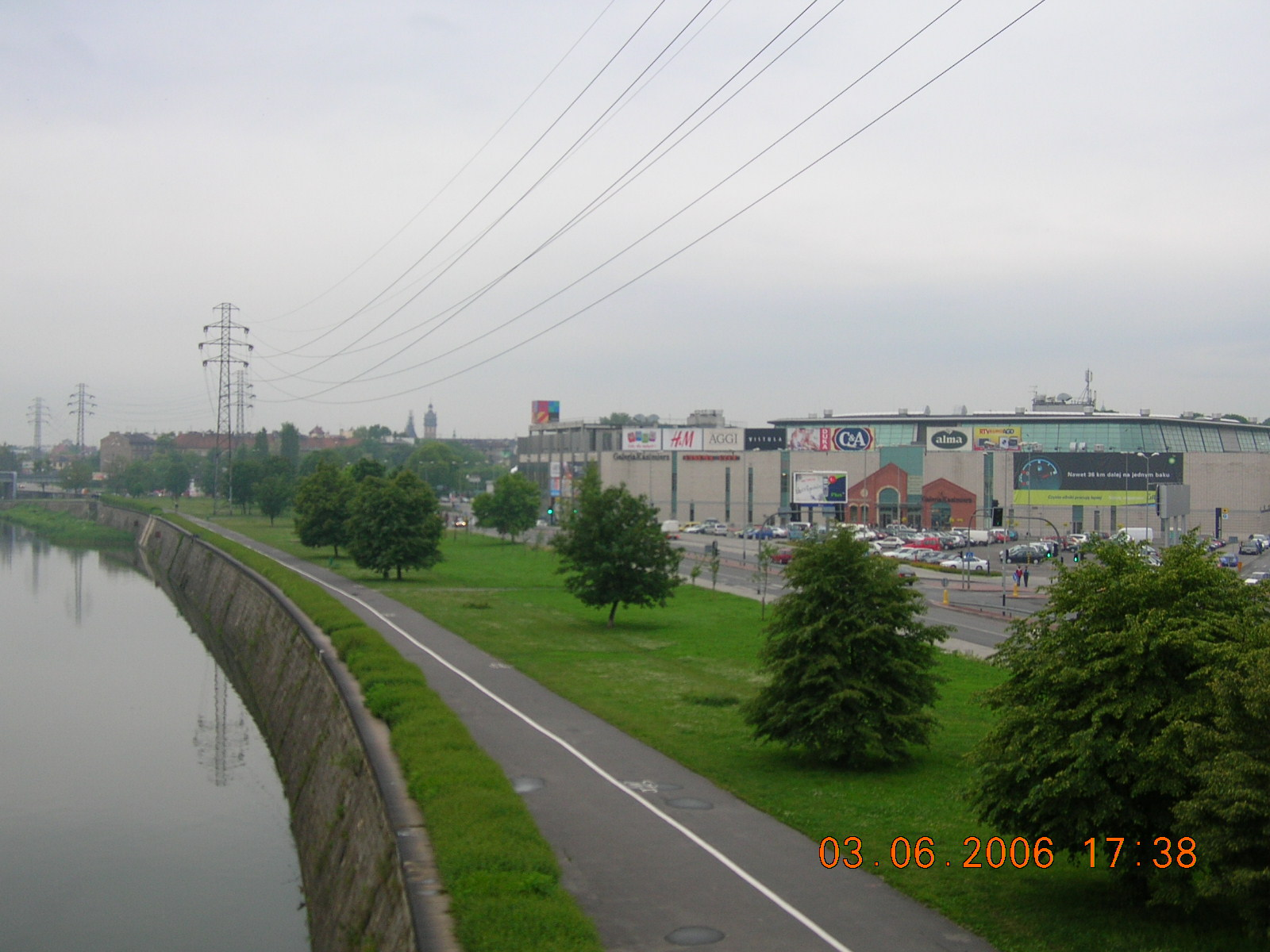
Galeria Kazimierz, вигляд з Котлярського мосту

Галере́я Казі́меж (пол. Galeria Kazimierz) — перша та одна з найбільших торгових галерей Кракова (Польща). Знаходиться на вулиці Подгурській, 34 (пол. ulica Podgórska) в районі Ґжеґужкі (пол. Grzegórzki), а її назва пов'язана із сусіднім з Ґжеґужками Казімежом.
У галереї знаходиться 160 магазинів та закладів побутового обслуговування, а стоянка розрахована на 1 300 машиномісць.
20 грудня 2013 року Галерея Казімеж була продана за 375 млн. злотих (приблизно 90 млн. €) компанії Invesco. Попередній власник, Globe Trade Centre, мотивував це рішення тим, що виручені кошти спрямуються на будівництво нових торгових центрів у Вілянуві та Бялоленці.

## Технічні дані
- Інвестор: Globe Trade Centre S.A.
- Архітектор: консорціум IMB Asymetria (Краків) та HOK (міжнародна компанія)
- Площа земельної ділянки: 5,7 га
- Загальна площа: 112 000 м²
- Комерційна площа: 36 199 м²
- Початок будівництва: 2004
- Відкриття торгового центру: 2005
- Віртість будівництва: 70 млн. €[2]